# Phoradendron pomasquianum
Phoradendron pomasquianum är en sandelträdsväxtart som beskrevs av Trelease. Phoradendron pomasquianum ingår i släktet Phoradendron och familjen sandelträdsväxter. Inga underarter finns listade i Catalogue of Life.